# 蜃楼志
《蜃楼志》（又名《蜃楼志全传》），清朝广东人萸岭劳人的性文学长篇小说作品。

## 内容
全书讲述广州十三行商总苏万魁之子苏吉士周围人群和社会动态的长篇小说，主要着墨点在性关系。

## 版本
全书二十四回，大概十六万字。

## 禁毁
清朝政府为了稳定政权，控制文化，列出了各种各样的禁书，其中有六大禁书，《蜃楼志》为其中之一。六大禁书为：《载花船》、《蜃楼志》、《品花宝鉴》、《闹花丛》、《株林野史》、《绿野仙踪》。同治七年丁日昌说其是“淫词小说”而把《蜃楼志》列为禁书。